# Zonsverduistering van 8 juni 1918

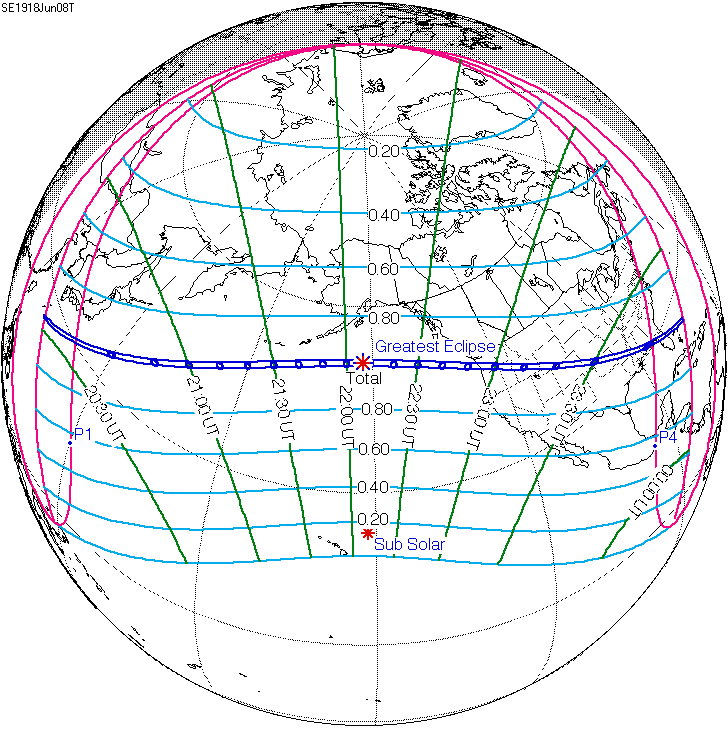
De zonsverduistering was te zien tussen de blauwe lijnen.

De totale zonsverduistering van 8 juni 1918 trok veel over zee, maar was achtereenvolgens te zien in deze vijftien landen of staten: Kitadaito, Washington, Oregon, Idaho, Wyoming, Utah, Colorado, Kansas, Oklahoma, Arkansas, Mississippi, Louisiana, Alabama, Florida en Bahama's.

## Lengte

### Maximum
Het punt met maximale totaliteit lag op zee ver van enig land op coördinatenpunt 50.8501° Noord / 152.0331° West en duurde 2m22,7s.

### Limieten
| Fenomeen                    | Code | Tijdstip UTC  |
| --------------------------- | ---- | ------------- |
| Eerste contact bijschaduw   | P1   | 19:28:49.8 UT |
| Eerste contact kernschaduw  | U1   | 20:31:31.4 UT |
| Kernschaduw compleet vanaf  | U2   | 20:32:28.6 UT |
| Bijschaduw compleet vanaf   | P2   | Niet          |
| Maximum eclips              | GE   | 22:07:22.9 UT |
| Bijschaduw compleet t/m     | P3   | Niet          |
| Kernschaduw compleet t/m    | U3   | 23:42:20.2 UT |
| Laatste contact kernschaduw | U4   | 23:43:12.3 UT |
| Laatste contact bijschaduw  | P4   | 00:46:01.4 UT |